# Huis Corrino

Het gouden leeuwsymbool van de Corrino.

Het Huis Corrino is een van de adellijke geslachten uit het Duin-universum van Frank Herbert. Huis Corrino is het belangrijkste van de Landsraad, het feodale systeem waarop het rijk is gegrondvest, en alle keizers voor Paul Atreides waren lid van dit huis.
De Corrino's kwamen aan de macht als Padishah-keizers van het bekende universum na de Butleriaanse Jihad, de opstand van mensen tegen machines, en bleven daar 10.000 jaar lang. De oorsprongsplaneet van de Corrino was Salusa Secundus, die echter werd vernietigd tijdens een nucleaire aanval door een huis (later vernietigd en uit de geschiedenis gewist).
Zo verhuisden het Corrino-huis en het rijk (ook wel de Gouden Leeuwentroon genoemd) naar Kaitain, terwijl Salusa een gevangenisplaneet en een geheim trainingskamp werd voor de troepen van de keizer, de Sardaukar, het belangrijkste controlemiddel van de Corrino over het rijk. De laatste keizer die tot het Corrino-huis behoorde, is Shaddam IV, die werd afgezet door Paul Atreides aan het einde van de gebeurtenissen die in het boek Duin worden verteld.
Zijn neef Farad'n zal tijdens het boek Kinderen van Duin proberen weer aan de macht te komen, eveneens onder druk van zijn moeder Wensicia, maar dat zal hem niet lukken. Hij zou echter in feite de echtgenoot worden van Ghanima Atreides, de dochter van Paul en op deze manier zouden zijn kinderen op een dag de erfgenamen worden van het rijk van Leto II Atreides.